# Нуркова, Вероника Валерьевна
Нурко́ва Верони́ка Вале́рьевна (род. 24 февраля 1974, Москва) — российский психолог. Доктор психологических наук, профессор МГУ им. М. В. Ломоносова, профессор кафедры общей психологии факультета психологии МГУ имени М. В. Ломоносова, профессор кафедры общей психологии Московского городского психолого-педагогического университета (МГППУ). Автор нескольких книг и учебников, свыше сотни публикаций в ведущих научных журналах. Профессор РАН (2022). 

## Биография
Родилась в Москве 24 февраля 1974 г. Окончила с отличием в 1995 году факультет психологии МГУ. За время обучения прошла научную стажировку в качестве исследователя в Государственном университете Амстердама (UvA). В 1998 году окончила аспирантуру, защитив кандидатскую диссертацию на тему «Автобиографическая память: структура, функции, механизмы».
Работала младшим научным сотрудником факультета психологии МГУ им. М.В. Ломоносова и занимала эту должность до 2001 года, параллельно обучаясь в Институте европейских культур при РГГУ на специальности «Культурология». С 2001 года доцент.
Получила грант INTAS, по которому отправилась в Великобританию, в город Дарема, для реализации исследовательского проекта. По итогам этой работы стала лауреатом конкурса молодых ученых РАН.
В 2002 году получила грант Fulbright, по которому уехала в Сиэтл (штат Вашингтон, США) для проведения исследовательского проекта, в рамках которого сотрудничала с известным психологом Элизабет Лофтус.
В 2003 стала членом Society for Applied Research in Memory and Cognition (SARMAC), а в 2007 ещё и членом International Society for Cultural and Activity Research (ISCAR). 
С 2009 года профессор кафедры общей психологии Московского психолого-педагогического университета (МГППУ). Защитила докторскую диссертацию на тему «Культурно-исторический подход к автобиографической памяти».
С 2012 года является профессором кафедры общей психологии факультета психологии МГУ имени М. В. Ломоносова.
В апреле 2022 года присвоено звание профессора РАН (избрана по Отделению общественных наук).

## Научная деятельность
Область научных интересов включает в себя такие направления, как: психология автобиографической памяти человека, экспериментальная психология личности, психология познания и когнитивных процессов, культурно-историческая психология, когнитивная психология.
Является автором психологической концепции «Культурно-исторический подход к автобиографической памяти». Впервые применила системно-функционально-генетический анализ на основе методологии культурно-исторического подхода. Это позволило исследовать автобиографическую память как высшую психическую функцию (ВПФ), организованную по смысловому принципу, оперирующую с личностно отнесенным опытом. Автобиографическая память обеспечивает формирование субъективной истории личного прошлого и переживание себя как уникального протяженного во времени субъекта жизненного пути, имеет многоуровневую структуру, принципы организации которой определяются использованием различных систем социо-культурных средств.
Обнаружила устойчивые взаимозависимости макро- и микроструктуры автобиографической памяти. Доказала, что динамика смысловых образований личности определяет свойства микроструктурных единиц. Специфика микроструктурных единиц автобиографической памяти у слепых от рождения людей состоит в исчезновении феномена «погружения» в прошлое с переживанием эффекта присутствия в ситуации, феномена «наложения временных осей прошлого и настоящего», феномена «диссоциации Я».
Ею было доказано, что вынужденная смена идентичности (например, внезапное тюремное заключение) провоцирует феномены «обеднения прошлого» и «утраты» детства, сужение тематических линий организации истории жизни, глобальное «обесценивание» прошлого, что объясняется нерелевантностью прошлого в качестве ресурса для адаптации к новой ситуации.
Были впервые сделаны следующие выводы:
1. Формируясь в качестве высшей психической функции, автобиографическая память опосредствуется системой особых социокультурных средств и далее, продолжая свой путь развития в культуре, приобретает новый статус психолологического средства регуляции когнитивных и личностных процессов.
2. Детальное изучение процесса опосредствования автобиографической памяти, проведенное на материале истории развития фотографии, показало, что развитие культурных практик, основанных на использовании фотографии, и превращение фотографии в средство преобразования системно организованных ВПФ осуществляется как единый процесс развития культуры и психики человека. Фотография оказывается культурным средством, одновременно преобразующим социум и личность, становясь источником возникновения не существовавших ранее потребностей, видов деятельности, форм познания и общения. Преобразование процессов социализации и индивидуализации личности, появление особого класса «техник себя», реализуемых с применением фотографий, обеспечивает новые траектории системного развития высших психических функций.
Человек, входящий в мир культуры, овладевает фотографией как потенциально многогранным социокультурным средством, последовательно распредмечивая возможности этого «орудия» и совершенствует его в новых технических изобретениях. Интериоризация в ходе преобразования интерпсихической формы деятельности в интрапсихическую меняет фотографию, придавая ей символические свойства. Воспоминания о фотографиях становятся внутренними (интериоризованными) средствами регуляции автобиографической памяти. Обращение к «ментальной» фотографии представляет собой закономерную стадию развития внутреннего психологического средства регуляции автобиографической памяти культурного человека.
Главным результатом исследования является демонстрация направления дальнейшего развития ВПФ как «нарастание степеней свободы» при овладении полифункциональным культурным средством, когда оно интериоризуясь становится психологическим. В исследовании показано, как фотография становится средством осознанного и произвольного преобразования различных функций автобиографической памяти.
3. Автопортрет выступает как социокультурное средство овладения практикой саморегуляции и техниками структурной перестройки жизненной истории.
4. Исторический компонент индивидуальной автобиографической памяти выполняет функцию самоопределения личности в социокультурном пространстве, степень его представленности связана с психологическим благополучием личности.

## Преподавательская деятельность
За время работы на факультете психологии МГУ подготовила 3 кандидатов наук, создала 18 авторских учебных курсов, является автором более 110 научных публикаций по проблематике памяти человека, среди которых 2 монографии, 2 учебника и 3 учебных пособия. За свои авторские учебники была удостоена звания лауреата конкурса на лучшую научную книгу 2005 г. среди преподавателей высших учебных заведений, проведённого Фондом развития отечественного образования, заняла 2-е место в конкурсе учебников «Лучший учебник по психологии», который проводился на V съезде Российского психологического общества и стала победителем конкурса «Выбор вузов России».
Преподаёт на факультете психологии МГУ курсы:
- «Общая психология» — все разделы
- Спецкурс «Автобиографическая память: функции, структура, механизмы»
- Спецкурс и спецпрактикум «Автобиографическая память в психологическом консультировании»

## Основные научные труды[4]
Автор нескольких монографий и учебников:
- Психология фотографии. Культурно-исторический анализ. — М., Издательство Юрайт, 2019. — 473 с. ISBN 978-5-534-12307-4
- Психология: Учебник для ВУЗов. В соавт. с Березанской Н. Б. М., Высшее образование — Юрайт, 2004—2006 (изд.2-е переработанное и дополненное 2007—2011). Гриф Министерства образования РФ.
- Память. Учебник для ВУЗов / Общая психология: в 7 т. Под ред. Б. С. Братуся. Т.3. М.: Академия, 2006 (изд. 2-е 2008). Гриф Министерства образования РФ.
- Зеркало с памятью. Феномен фотографии: культурно-исторический анализ. РГГУ, 2006.
- Педагогическая антропология: феномен детства в воспоминаниях. Учебно-методическое пособие. М., Изд-во Университета РАО, 2001. (в соавт. с В. Г. Безроговым, О. Е. Кошелевой и Е. Ю. Мещеркиной).
- Биографическое интервью. Учебно-методическое пособие. М., Изд-во Университета РАО, 2001. (в соавт. с В. Г. Безроговым, О. Е. Кошелевой и Е. Ю. Мещеркиной).
- Свершённое продолжается: Психология автобиографической памяти личности. М., Изд-во Университета РАО, 2000.

Опубликовала более ста статей в научных журналах по психологии:
- Nourkova, V. V., Gofman, A. A. The ‘sites of oblivion’: How not to remember in a world of reminders // Memory Studies. — 2024. — Т. 17, № 6. — С. 1483–1500.
- Нуркова В. В., Ситнянская Э. А., У Шэнлунь. Другой в памяти о детстве и феминный аспект Я-концепции // Вопросы психологии. — 2024. — Т. 70, № 4. — С. 35–44.
- Нуркова В. В. Человек есть существо далекого: обратная временная перспектива в автобиографической памяти // Образовательная политика. — 2024. — Т. 97, № 1. — С. 26–37.
- Нуркова В. В., Сулим О. С. Эвокация Я: самоопределяющие ментальные фотографии // Этнографическое обозрение. — 2023. — № 6. — С. 61–76.
- Нуркова В. В. Почему все фотографии красивы? О гедонистическом эффекте эйдетики фотографии // Национальный психологический журнал. — 2023. — Т. 18, № 3 (51). — С. 35–45.
- Нуркова В. В. Иерархическая регуляция непроизвольной памяти: включенность в деятельность, уровневые эффекты и судьба фоновых стимулов / В. В. Нуркова, Г. Д. Взорин, Н. Б. Березанская, С. А. Подоровская // Вестник Московского университета. Серия 14: Психология. — 2023. — № 2. — С. 154–182.
- Nourkova V., Gofman A. Everyday heroes: Graphical life stories and self-defining memories in COVID-19 medical volunteers // Journal of Personality. — 2023. — Vol. 91, no. 1. — P. 85–104.
- Nourkova V. V., Gofman A. A. Deliberately retrieved negative memories can improve mood beyond the intention to do so // Europe's Journal of Psychology. — 2022. — Vol. 18, no. 3. — P. 235–248.
- Nourkova V. V., Gofman A. A. Event time perspective in adaptation to the COVID-19 pandemic: Preliminary insights from two Chinese samples // Timing & Time Perception. — 2022. — Vol. 10, no. 3. — P. 195–222.
- Нуркова В. В., Гофман А. А. Управляемое забвение: четыре типа амнезогенных практик // Сибирские исторические исследования. — 2022. — № 2. — С. 33–58.
- Нуркова В. В. Самоопределяющие автобиографические воспоминания в системе личностно-мнемических межфункциональных связей // Культурно-историческая психология. — 2022. — Vol. 18, no. 1. — P. 79–89.
- Nourkova V. V. Cultural patterns in autobiographical memory of childhood: Comparison of Chinese, Russian, and Uzbek samples // PsyCh Journal. — 2020. — Vol. 9, no. 6. — P. 832–852.
- Nourkova V. V. Compressed life review: Extreme manifestation of autobiographical memory in eye-tracker // Behavioral Sciences. — 2020. — Vol. 10, no. 3. — P. 1–12.
- Nourkova V., Dnestrovskaya M. Dynamics of autonomy and relatedness across lifespan in autobiographical narratives: Semantic and susceptibility // Procedia - social and behavioral sciences. — 2013. — Vol. 86, no. 10 october. — P. 475–481.
- Nourkova V. V. Current motivational state may change the phenomenology of recollection automatically. a new effect of activity on reported vividness and confidence // Journal of Russian & East European Psychology. — 2011. — Vol. 49, no. 3. — P. 40–54.
- Bernstein D. M., Nourkova V. V., Loftus E. F. From individual memories to oral history // Advances in psychology research. — 2008. — Vol. 54. — P. 157–181.
- Nourkova V. V. History as a content of individual autobiographical memory // International Journal of Psychology. — 2008. — Vol. 43, no. 3-4. — P. 291–291.
- Nourkova V. V., Bernstein D. M., Loftus E. F. Altering traumatic memory // Cognition and Emotion. — 2004. — Vol. 18, no. 4. — P. 575–585
- Nourkova V. V. Why do we recall personal photographs? a new method of access to the critical points of personal history // International Journal of Psychology. — 2004. — Vol. 39, no. 5-6. — P. 183–183.

Выступала на десятках профильных конференций, конгрессов и съездов.
- Всемирные психологические конгрессы: XXVII (Стокгольм, Швеция 2000), XXVIII (Пекин, Китай 2004), XXIХ (Берлин, Германия 2008);
- Европейские психологические конгрессы: IV (Афины, Греция 1995), V (Дублин, Ирландия 1997), VI (Рим, Италия 1999), XII (Стамбул, Турция 2011);
- Конференции Международного общества SARMAC — Society for Applied Research in Memory and Cognition — V (Абердин, Шотландия 2003), VII (Мейн, США 2007), VIII (Киото, Япония 2009), IX (Нью-Йорк, США 2011);
- Съезды Российского психологического общества: III (Санкт-Петербург 2003), IV (Ростов-на-Дону 2007), V (Москва 2012);
- Международные конференции по когнитивной науке: I (Казань 2004), II (Санкт-Петербург 2006), III (Москва 2008), IV (Томск 2010), V (Калининград 2012).